# Lesley Fera
Lesley Fera é uma atriz estadunidense. Ela mais conhecida por seus papéis recorrentes. Alguns de seus outros créditos na televisão incluem 3rd Rock from the Sun , Strong Medicine , The Drew Carey Show , Judging Amy , The Practice , ER (série) , NYPD Blue , Numb3rs , Cold Case , Justice (série) , Without a Trace , Nip/Tuck , The Mentalist , Criminal Minds , Pretty Little Liars , Tito , Detroit 1-8-7 e House MD.
Fera também apareceu em várias produções teatrais  como namely Baby Taj e The Hasty Heart em Pacific Resident Theatre.